# Сан Масимо
Сан Ма̀симо (на италиански: San Massimo) е село и община в Южна Италия, провинция Кампобасо, регион Молизе. Разположено е на 630 m надморска височина. Населението на общината е 818 души (към 2010 г.).